# Kyushu J7W
Kyūshū J7W1 Shinden (japanski: 震電) je bio prototip lovačkog zrakoplova Japanske carske mornarice tijekom Drugog svjetskog rata.

## Dizajn i razvoj
J7W je razvijan za potrebe Japanske carske mornarice kako bi se mogao suprotstaviti napadima američkih bombardera B-29 Superfortress na Japan. Za misije presretanja američkih bombardera bio je opremljen s četiri topa kalibra 30mm, smještenih u nosu. 
J7W je imao pomalo neobičan dizajn, krila su bila smještena straga, a stabilizatori sprijeda. Propeler se također nalazio straga. Trebao je to biti lovac presretač odličnih manevarskih sposobnosti, no samo dva prototipa su dovršena do kraja rata. Postojali su planovi i za inačicu na mlazni pogon (J7W2 Shinden Kai), ali ista nije nikada izrađena. Oznakom "J" u imenu zrakoplova (J7W) je Japanska carska mornarica označavala lovce koji su djelovali iz kopnenih baza, a oznakom "W" se označavalo početno ime tvornice koja ga proizvodi (Watanabe - kasnije postala Kyūshū).
Trebao je djelovati iz kopnenih zračnih baza. Samo koncept s kanardima je prvo bio testiran na mnogobrojnim jedrilicama, označenima kao MXY6.
Prvi prototip, jedini koji je ikad poletio, se trenutno nalazi u muzeju "National Air and Space Museum" u Washington D.C.

## Korisnici
- Japan

## Tehničke karakteristike (J7W1)
Osnovne karakteristike
- posada: 1
- dužina: 9,66 m
- raspon krila: 11,11 m
- površina krila: 20.5 m2
- visina: 3,92 m

Letne karakteristike
- najveća brzina: 750 km/h
- dolet: 850 km
- brzina penjanja: 750 m/min
- najveća visina leta: 12000 m
- specifično opterećenje krila: 240 kg/m 2
- motor: 1 x Mitsubishi Ha-43 12
  - propeler: 1

Naoružanje
- naoružanje: 4 × 30 mm "Type 5" top i do 120 kg bombi

## Vanjske poveznice
- Kyushu J7W Shinden (Magnificent Lightning)